# 襟翼

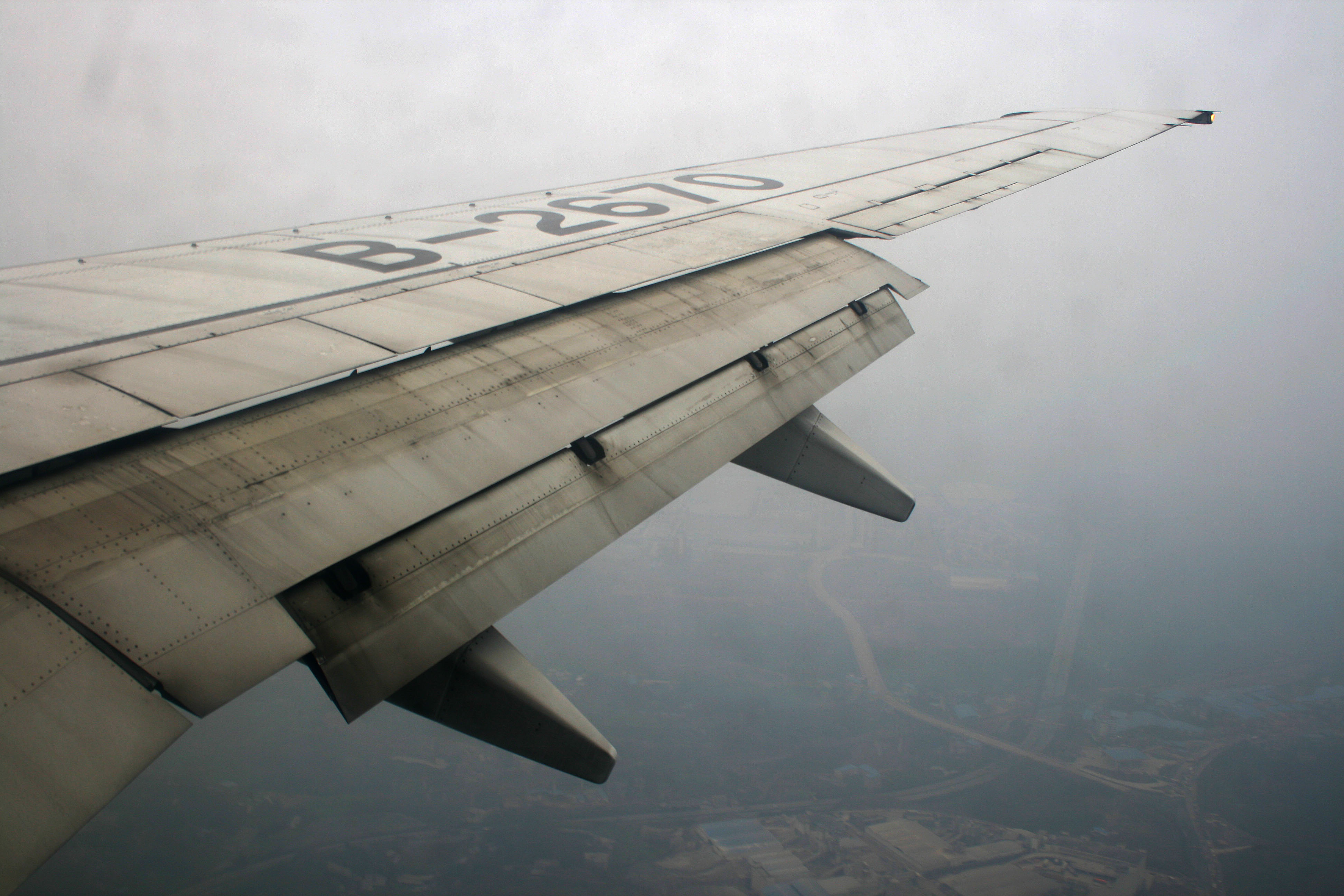
飞机降落前完全打开的襟翼（中国国航B-2670号波音737-800型飞机）

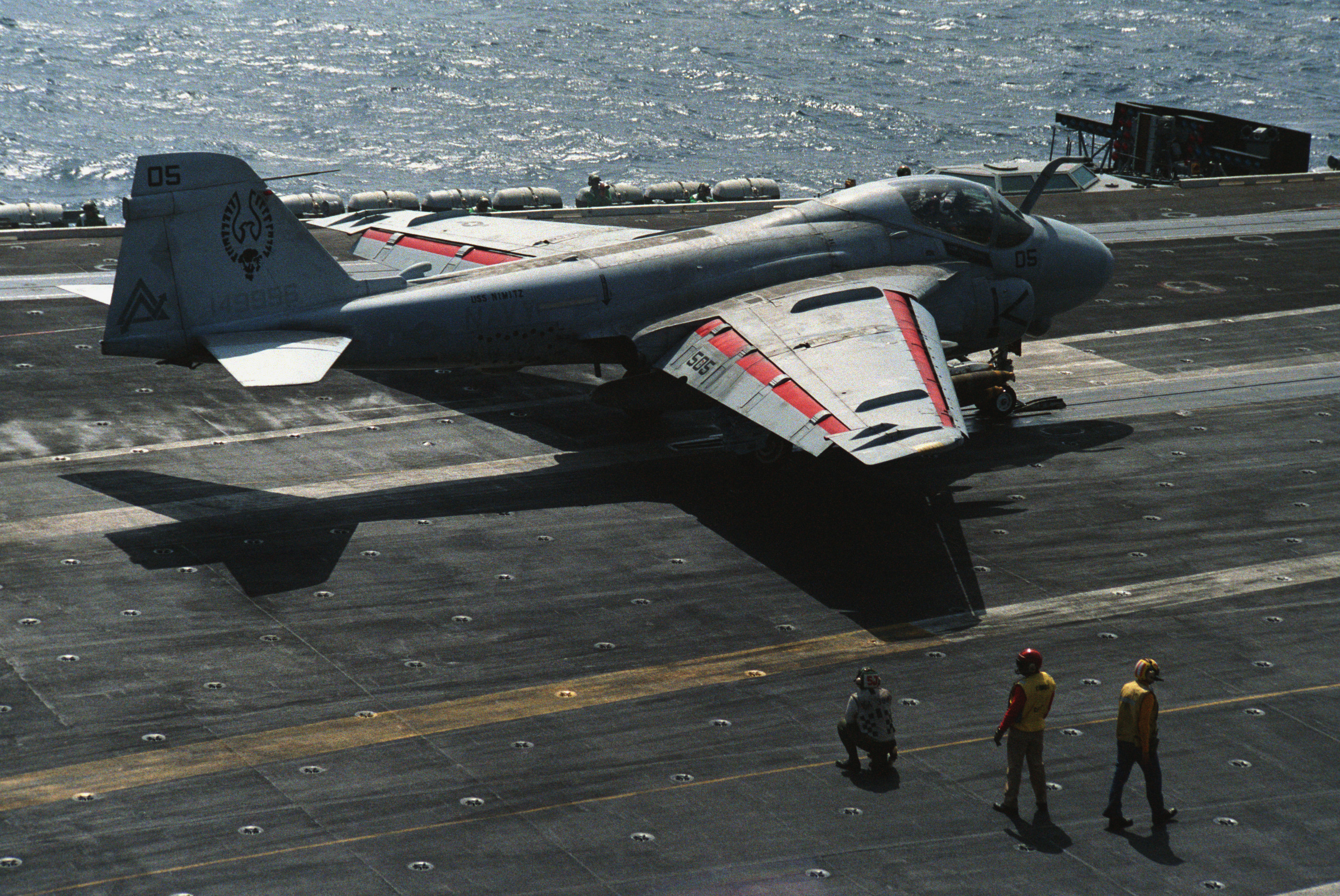
襟翼正在下垂而要起飛的A-6闖入者式攻擊機

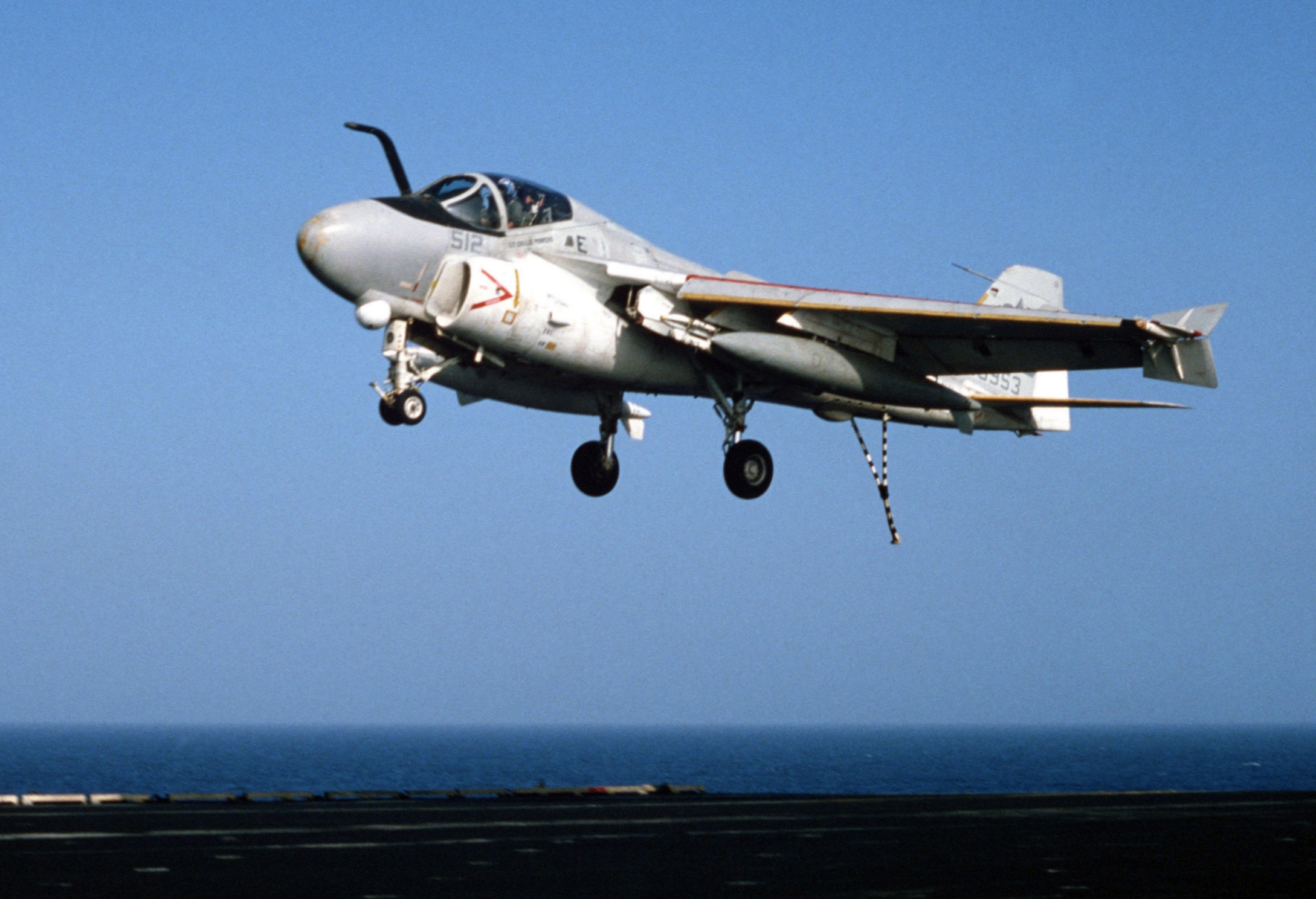
襟翼正在下垂而要降落的A-6闖入者式攻擊機

襟翼是一種安裝在機翼上的活動面，使用時會改變翼剖面的弧度，增加機翼可以提供的升力，在低速起飛與降落的時候最常使用。襟翼也被稱為高升力裝置的一種，當襟翼向下垂時也會增加機翼的迎風面積而有減速的作用。
襟翼通常安装在固定翼飞机的机翼后缘，使用時可以向下偏转和向后滑动。襟翼對海軍艦載機的起飛和降落尤為重要，用以作為低空速時的穩定裝置。大多数飞机上安装的襟翼是部分跨度的襟翼，即从靠近翼根到副翼的内侧末端。

## 参见

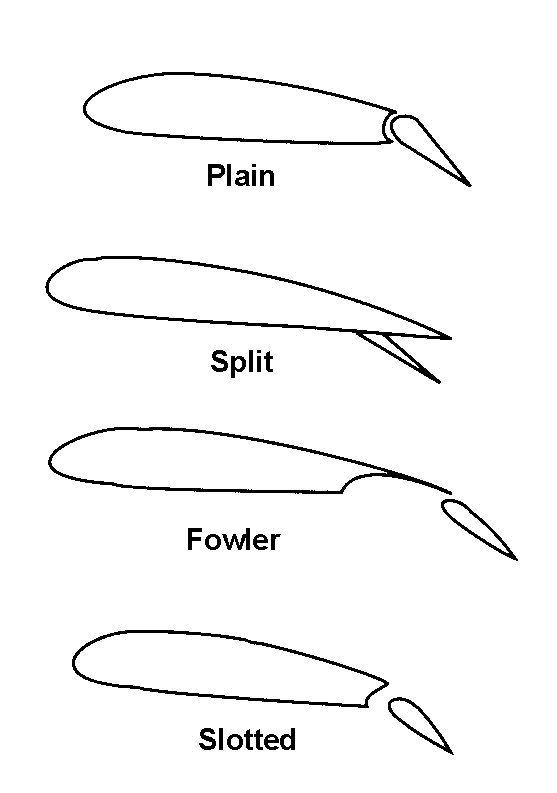
最常見的四種襟翼設計型態